# 李正化
李正化（1920年—1992年），男，四川成都人，中国药物化学家、药学教育家，曾任國民政府空軍機械學校基本課程組教官、华西医科大学教授、博士生导师。